# Кућа Миладина Пећинара на Златибору
Кућа Миладина Пећинара на Златибору, на територији општине Чајетина, подигнута је 1965. године.
Кућу је за потребе одмора подигао Миладин Пећинар, инжењер грађевинарства, професор универзитета и академик САНУ. Скромну и омалену кућу чине брвнара, пренета из Пећинаровог родног села Љубиша и градитељски додатак веранда и купатило.